# Korićanske stijene
Korićanske stijene  so skoraj navpične stene nad  Ilomske in  Ugra oziroma Pougarje (pobočja Vlašiča). Razširijo se pravokotno na Korićanske, zato imajo nekoliko blažjo in Ilomsko stran (pod Maričevim stijenami). Vrh soteske Ilomske je približno 1200 m, in približno 1-2 km stran od vasi Donji Korićani.
21. avgusta 1992. Več kot 200 civilistov iz Prijedora je bilo ločenih od konvoja beguncev, poslanih na izmenjavo. Vsi ti ljudje so bili nameščeni v dveh avtobusih, ki sta se pridružila koloni v Kampu Trnopolje. Poleg njih je bilo v tovornjaku avtobusa Prijedor še približno 30 civilistov, vozil pa ga je srbski policist. Srbski uradniki so jih pripeljali do pečine na Koričanske stijene. Ukazano jim je bilo, da stojijo na robu prepada, nato pa jih streli v hrbet. Po streljanju strelcev v prepad so policisti še naprej spuščali bombe. Vendar je nekaj žrtev preživelo zaradi pravočasne ugrabitve ali pa so jih prekrili množice trupel – krokarji.
Zadeva je bila dokazana tudi na sodišču [Haaško sodišče] v Haagu. Vsako leto, 21. avgusta, se pripravi množično zborovanje v počastitev tega pokola, z rožami, vrženimi v prepad, da bi počastili žrtve zločina. Vendar vodstvo matične občine (Skender Vakuf) še vedno ne dovoljuje postavitve spominske plošče na kamnit zid nad najdiščem.